# 第二次天德军之役
第二次天德军之役是西夏与金朝的一次战役。发生在1124年八月。
1124年（夏崇宗元德六年、金太宗天会二年）五月，夏金第一次天德军之役，西夏获胜。六月，宜水野谷之役，西夏惨败。八月夏崇宗再度派遣数万军队偷袭天德军，而与金国偏师发生第二次天德军之役。金朝遣偏师七千击破。西夏军再度为金军所败。西夏随后调整了对金的外交政策，向金派出使者庆贺，建立了金夏同盟。